# Papahan (Tasikmadu)
Papahan is een bestuurslaag in het regentschap Karanganyar van de provincie Midden-Java, Indonesië. Papahan telt 6932 inwoners (volkstelling 2010).